# Ордовицький період
| Ордовицький період                                            | |
| Хронологія                                                    | 485,4–443,8 млн років тому                                                                                        |
| Середня концентрація кисню (O2) впродовж періоду              | бл. 13.5 % (68 % від сучасного рівня)                                                                             |
| Середня концентрація вуглекислого газу (CO2) впродовж періоду | бл. 4200 ppm (у 15 разів більше доіндустріального періоду)                                                        |
| Середня температура поверхні впродовж періоду                 | бл. 16 °C (на 2 °C вище сучасного рівня)                                                                          |
| Рівень моря (вище або нижче сучасного рівня, в метрах)        | +180 м; зростав до +220 м в карадокському ярусі та різко знизився до +140 м в кінці періоду внаслідок зледеніння. |

Ордовицький період, ордовик — другий геологічний період палеозойської ери. Назва походить від назви стародавнього племені ордовиків, що мешкало в Уельсі.

## Тектоніка
В ордовику відбувалися тектонічні рухи, з якими пов'язана каледонська складчастість.

## Палеогеографія
Зменшення морських басейнів. Потужна вулканічна діяльність. На кінець періоду припадає поширення льодовикових щитів.

## Стратиграфія

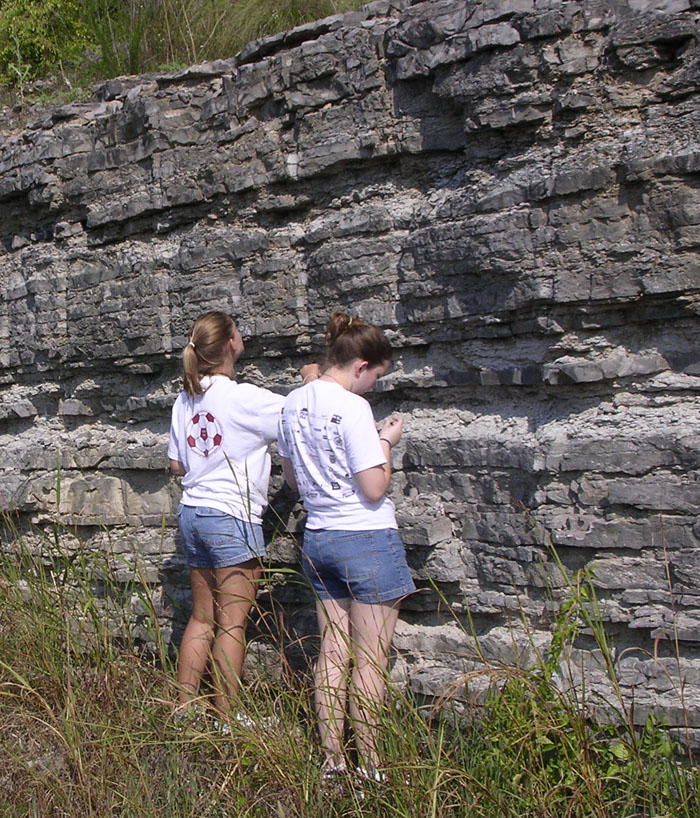
border
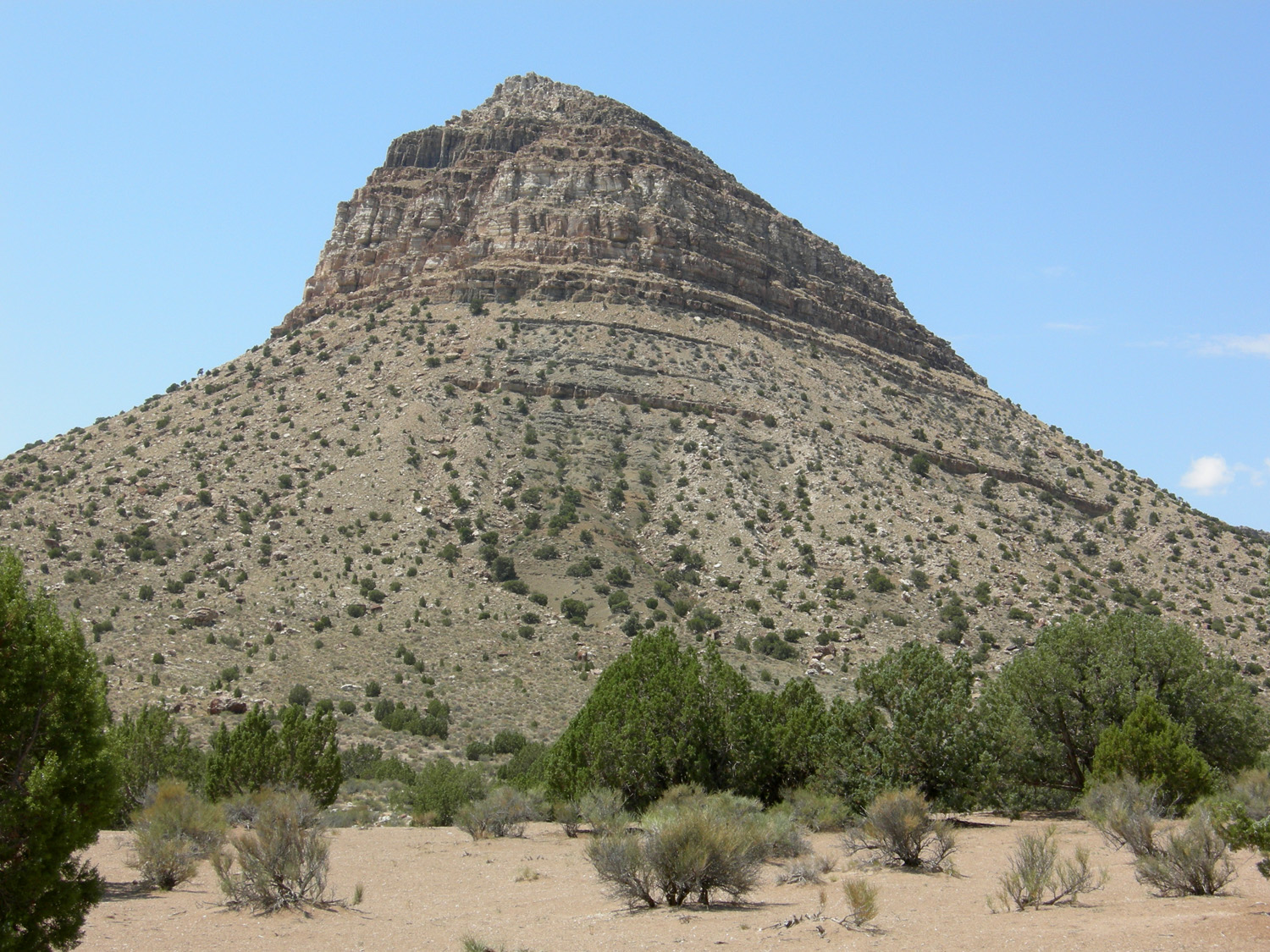
border

| Система/ Період                                                         | Відділ/ Епоха      | Ярус/ Вік             | Вік (млн років) | Вік (млн років) |
| ----------------------------------------------------------------------- | ------------------ | --------------------- | --------------- | --------------- |
| Силур, S                                                                | Лландовер, S1      | Рудданський, S1l      | молодше         | молодше         |
| Ордовик, O                                                              | Верхній/Пізній, O3 | Хірнантський, O3h     | 443,8           | 445,2           |
| Ордовик, O                                                              | Верхній/Пізній, O3 | Катійський, O3k       | 445,2           | 453,0           |
| Ордовик, O                                                              | Верхній/Пізній, O3 | Сандбіанський, O3s    | 453,0           | 458,4           |
| Ордовик, O                                                              | Середній, O2       | Дарривільський, O2drw | 458,4           | 467,3           |
| Ордовик, O                                                              | Середній, O2       | Дапінзький, O2dpg     | 467,3           | 470,0           |
| Ордовик, O                                                              | Нижній/Ранній, O1  | Флоський, O1f         | 470,0           | 477,7           |
| Ордовик, O                                                              | Нижній/Ранній, O1  | Тремадоцький, O1t     | 477,7           | 485,4           |
| Кембрій, C                                                              | Фуронгій, C4       | Ярус 10               | древніше        | древніше        |
| Підрозділи Ордовицької системи наведені згідно МКС, станом на 2018 рік. |                    |                       |                 |                 |
| п о р                                                                   |                    |                       |                 |                 |

Настав 485,4 ± 1,9 млн років тому, закінчився 443,8 ± 1,5 млн років тому. Тривав близько 42 млн років. Настав після кембрійського періоду, передував силурійському. Ордовицька система підрозділяється на 3 відділи.
Ордовицька система має 3 відділи:
| Період (система)   | Епоха (відділ) (МКС) | Вік (ярус) (МКС) | Підсистема (Надвідділ) (Казахстан) | Епоха (відділ) (Пострадянський простір) | Вік (ярус) (Пострадянський простір) |
| ------------------ | -------------------- | ---------------- | ---------------------------------- | --------------------------------------- | ----------------------------------- |
| Ордовицький період | Верхній ордовик      | Хірнантський     | Чингізтауська                      | Верхній ордовик                         | Ашгіллський                         |
| Ордовицький період | Верхній ордовик      | Катийський       | Чингізтауська                      | Середній ордовик (Таконський)           | Карадокський                        |
| Ордовицький період | Верхній ордовик      | Сандбійський     | Чингізтауська                      | Середній ордовик (Таконський)           | Лландейловський                     |
| Ордовицький період | Середній ордовик     | Дарривілський    | Чингізтауська                      | Середній ордовик (Таконський)           | Лланвірнський                       |
| Ордовицький період | Середній ордовик     | Дапінський       | Улитауська                         | Нижній ордовик                          | Аренігський                         |
| Ордовицький період | Нижній ордовик       | Флоський         | Улитауська                         | Нижній ордовик                          | Тремадокський                       |
| Ордовицький період | Нижній ордовик       | Тремадокський    | Улитауська                         | Нижній ордовик                          | Тремадокський                       |

## Органічний світ
Еволюційна радіація безхребетних. Поява ранніх коралів (Anthozoa). Звичайні суглобні брахіоподи (Orthida, Strophomenida та ін.), двостулкові молюски, наутилоїдеї (Nautiloidea), трилобіти (Trilobita), остракоди (Ostracoda), мохуватки (Bryozoa), голкошкірі (морські лілії, цистоідеї, морські зірки), широко диверсифікуються граптоліти (Graptolithina). З'являються конодонти (ранні планктонні хребетні). Поява перших зелених рослин і грибів на суходолі.

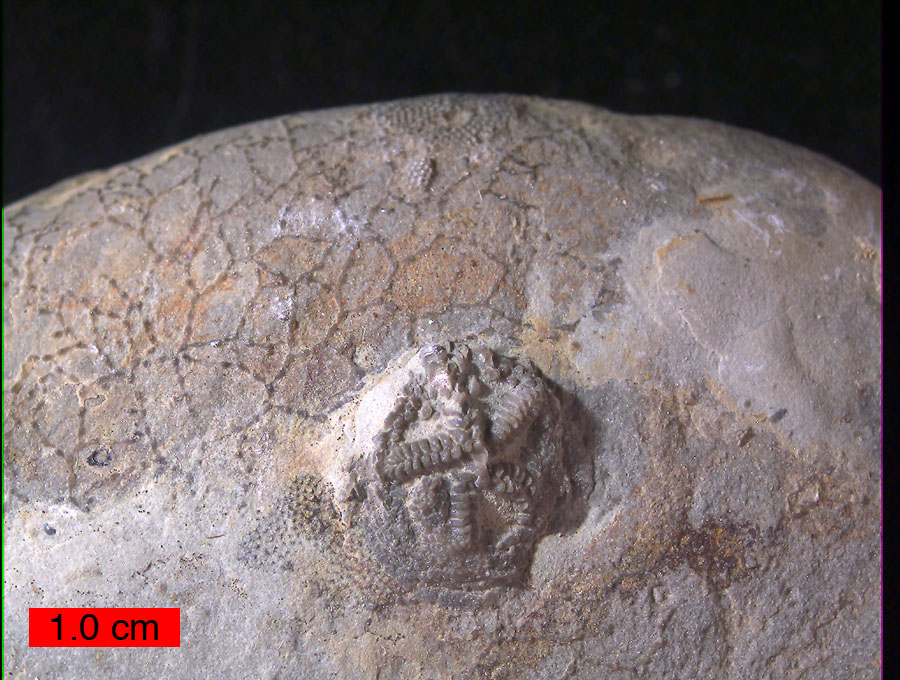
Cystaster stellatus, Corynotrypa
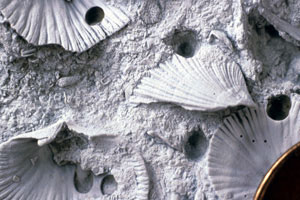
Trypanites
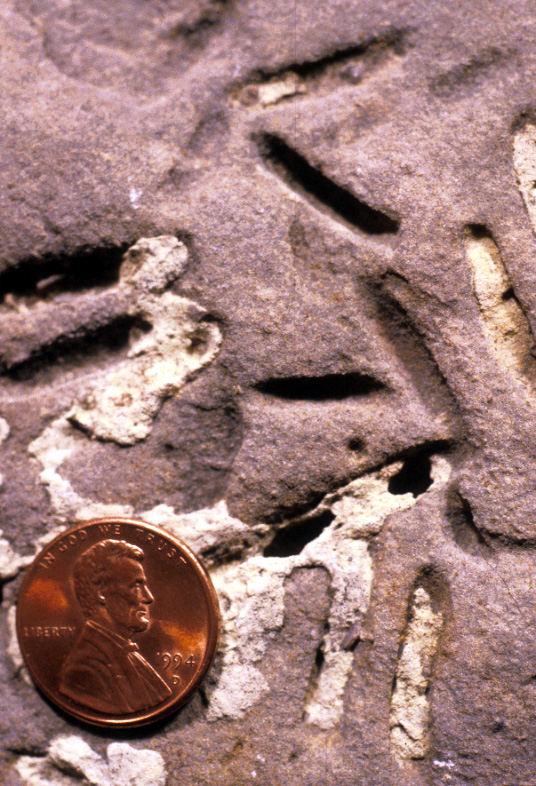
Petroxestes
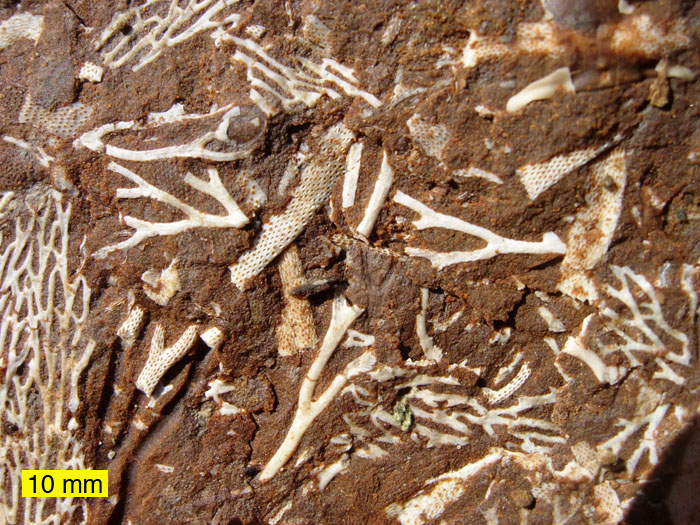
Bryozoa
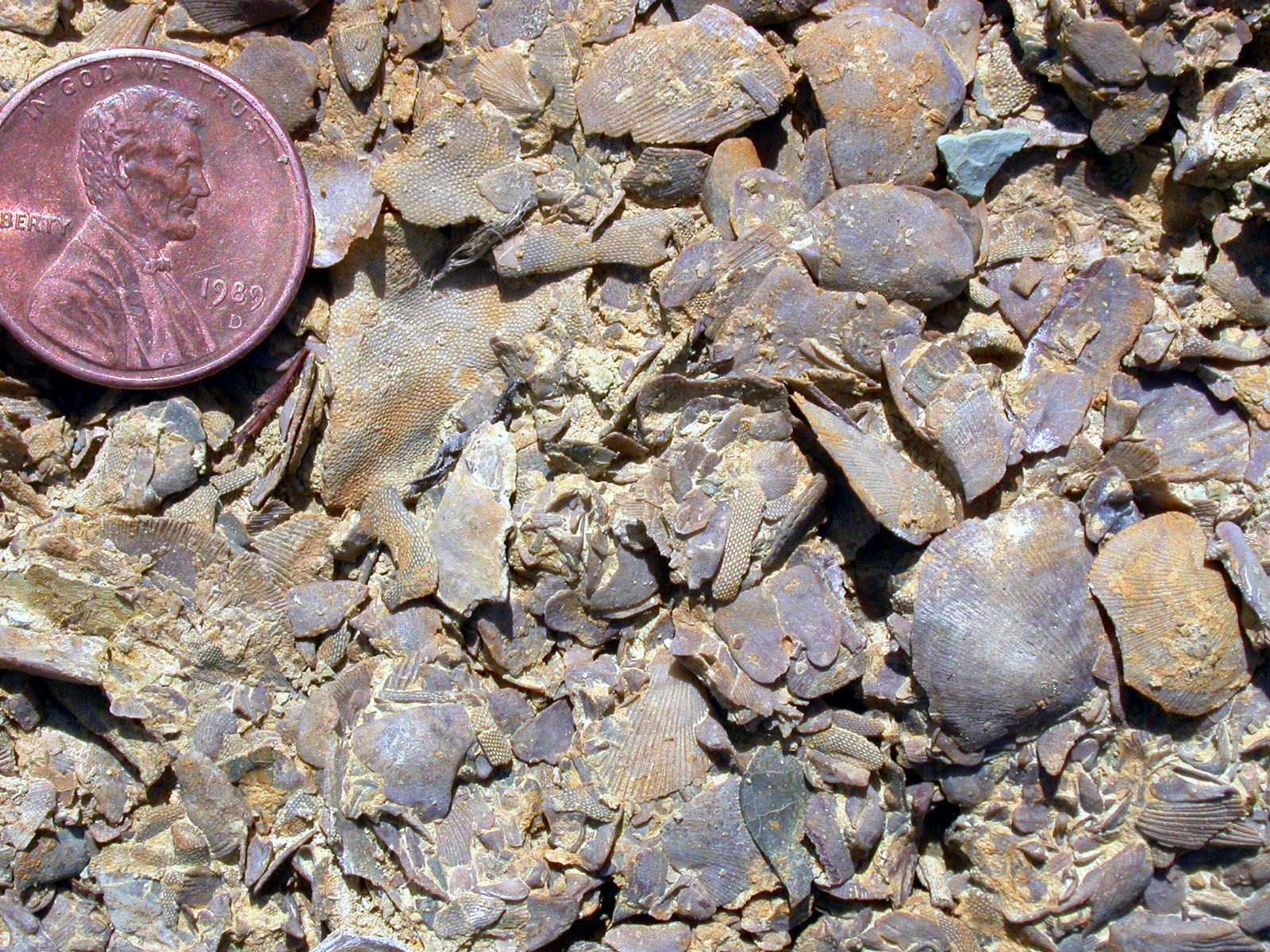
Brachiopoda, Bryozoa
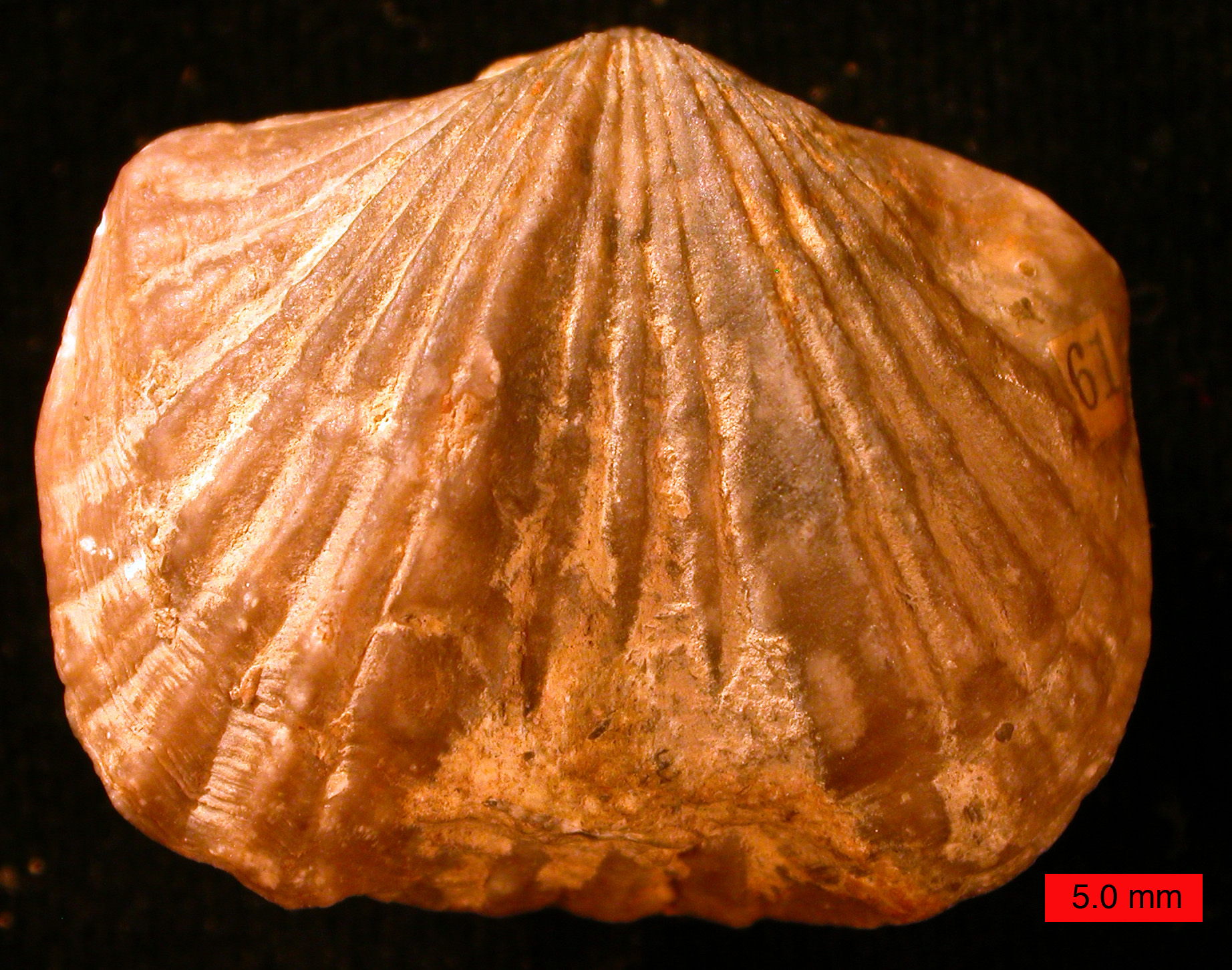
Platystrophia ponderosa
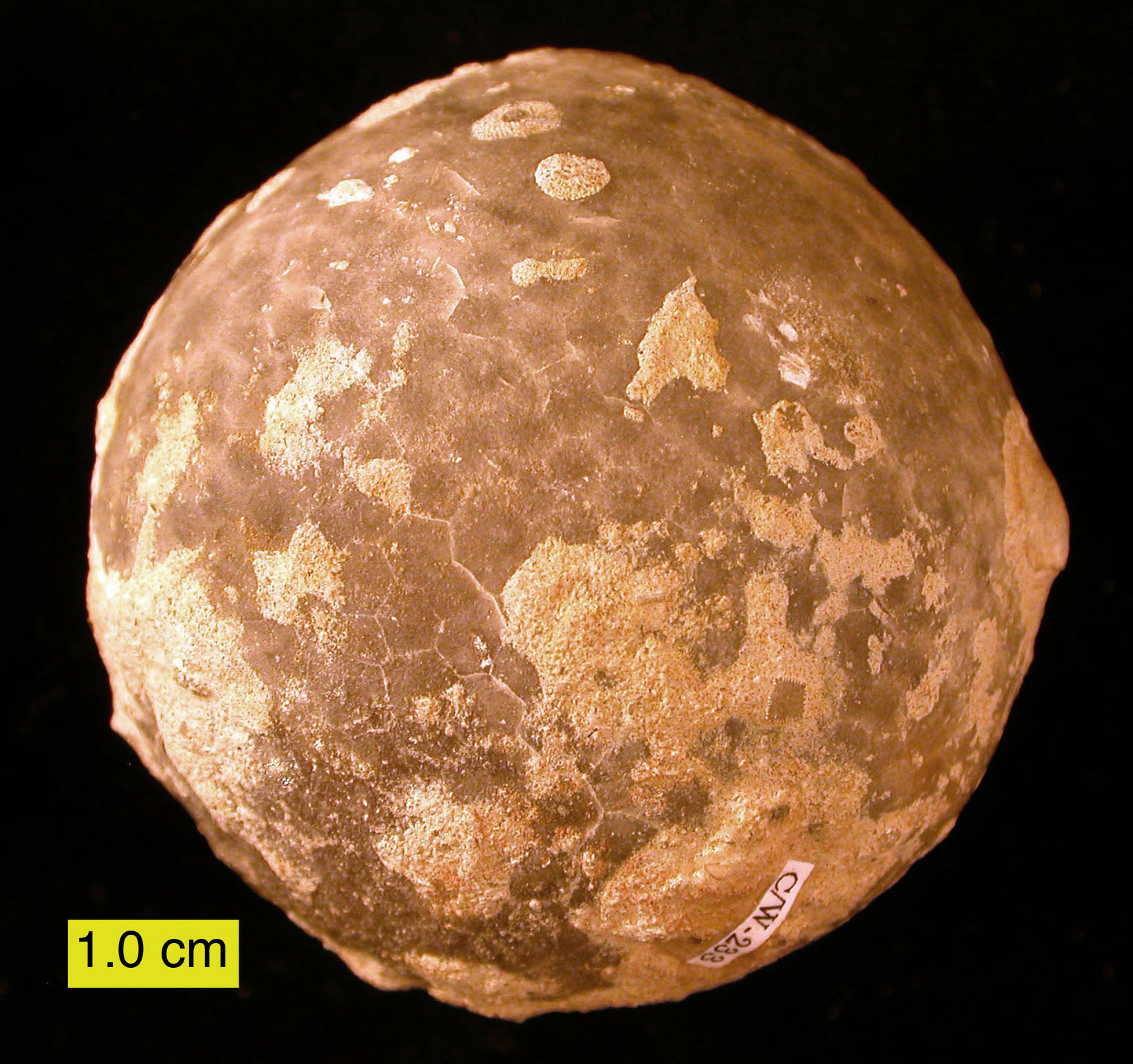
Echinosphaerites
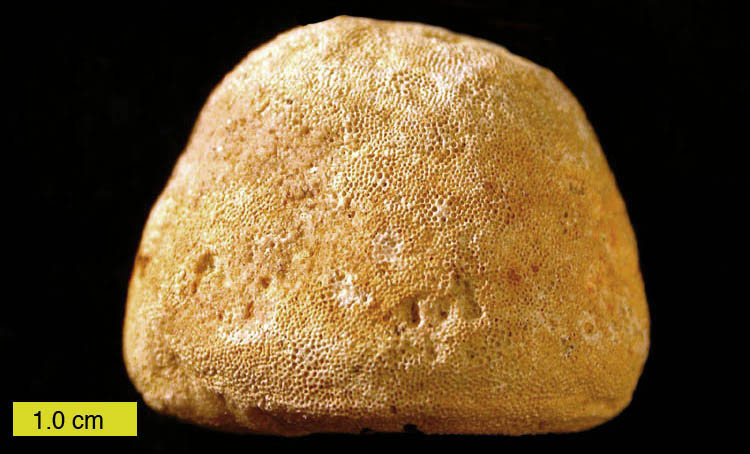
Prasopora
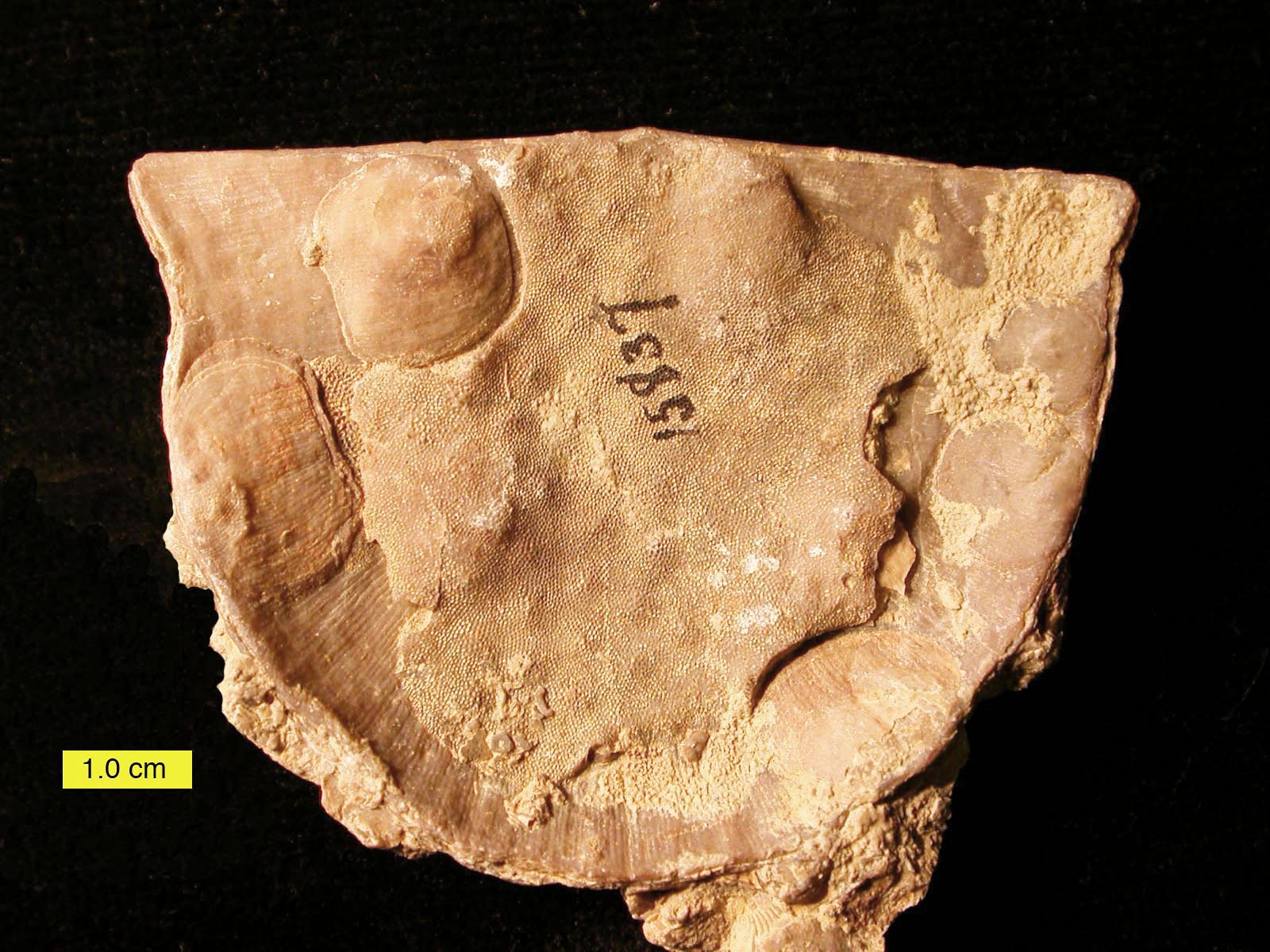
Brachiopoda, Bryozoa
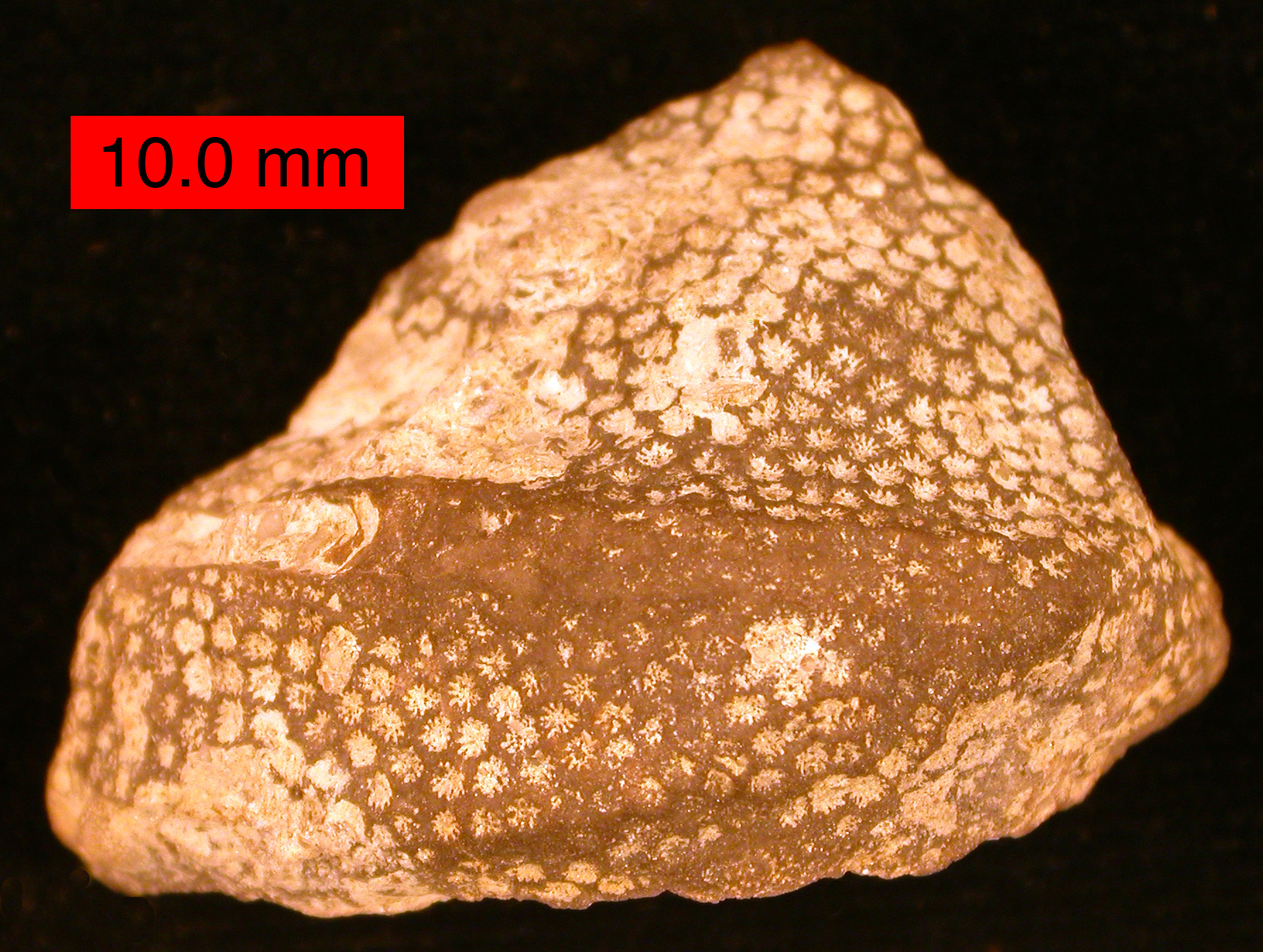
Корал Protaraea richmondensis з ряду Heliolitida
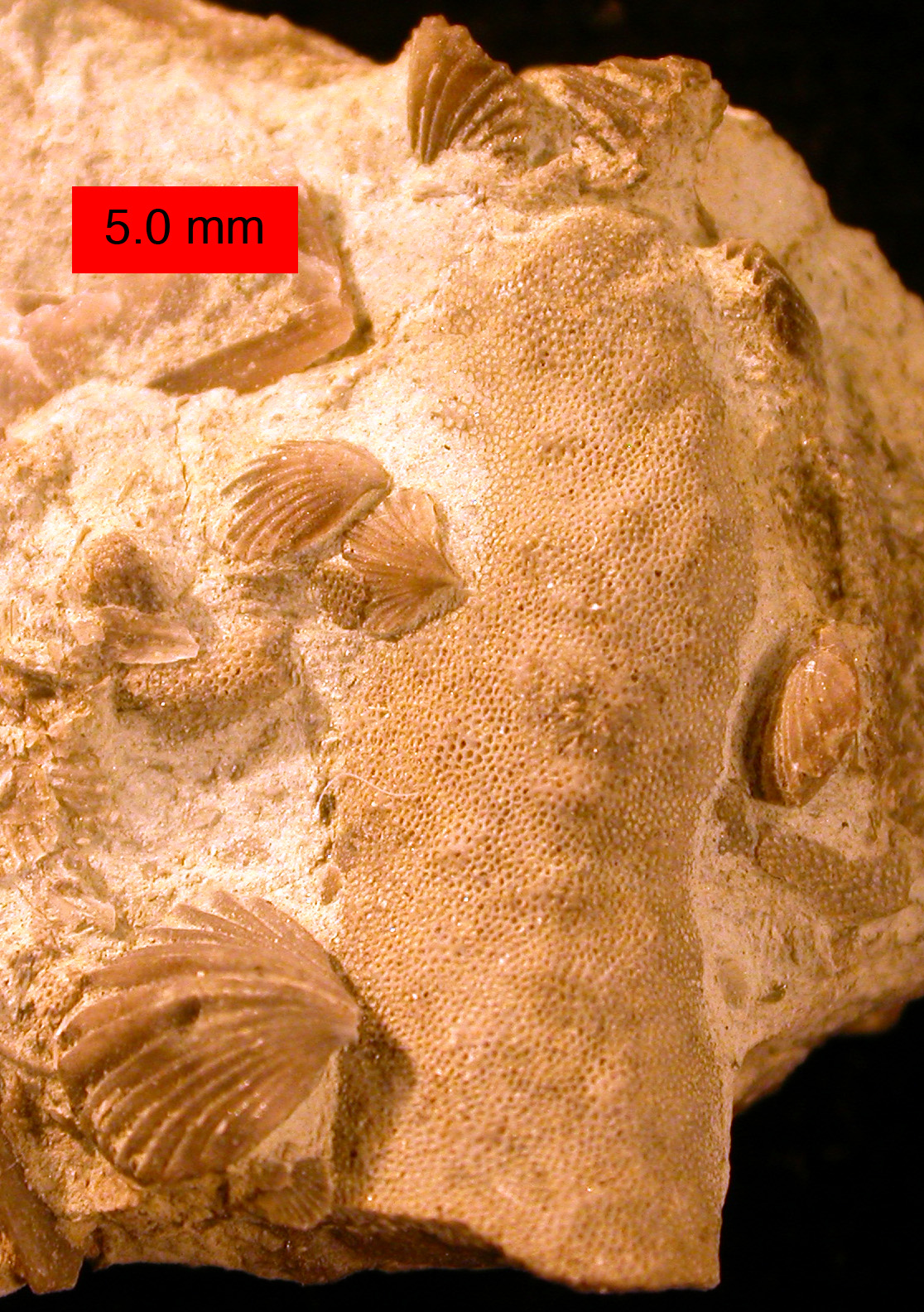
Zygospira modesta
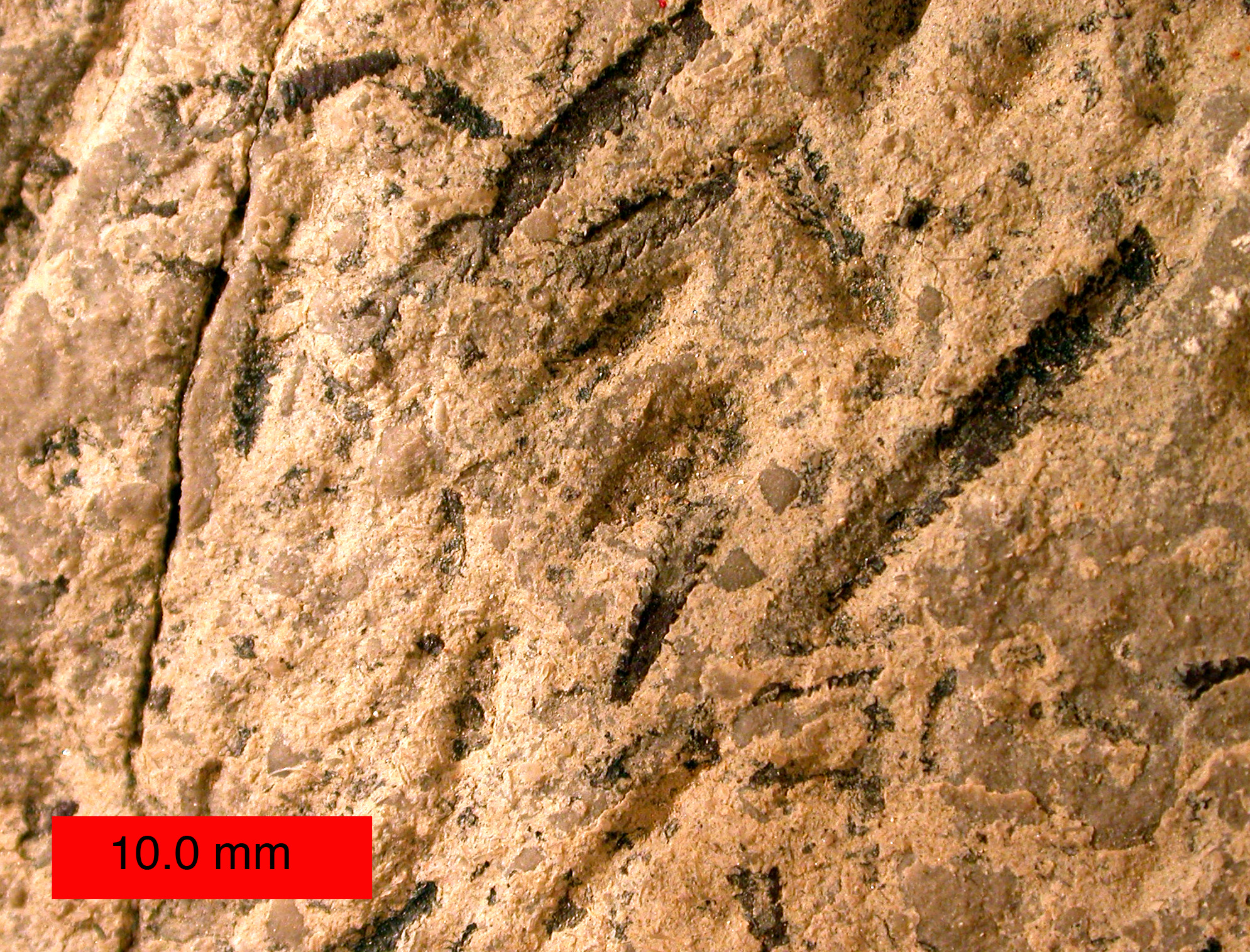
Amplexograptus

## Корисні копалини
Серед родовищ корисних копалин, що залягають в ордовику, найбільше значення мають родовища нафти і газу (особливо в Північній Америці), горючих сланців, фосфоритів, а також руд магматичного походження. Промислові скупчення і вияви нафти і газу пов'язані головним чином з платформами і з їх складчастим обрамленням. До геосинклінальних кременисто-сланцевих товщ, головним чином нижнього і низів середнього, рідше верхнього ордовика, приурочені осадові родовища залізних руд в Канаді (Ньюфаундленд) і в США, а також в Казахстані, де, крім заліза, в цих товщах зустрічаються поклади марганцевих руд і баритів. Стратиформні родовища руд свинцю і цинку відомі на околиці Північноамериканської платформи в США (штат Міссурі, Теннессі, Міссісіпі і інш). Відомі родовища руд золота і поліметалів, пов'язані з вуглецево-кременисто-карбонатною формацією. З ордовицьким магматизмом пов'язують колчеданні родовища руд міді в США (Маунтін-Сіті, штат Невада), а також в Ірландії (Авока), в Норвегії, в Казахстані (Акбастауське, Космурунське) і в Австралії, свинцево-цинкові родовища в Канаді і в Казахстані, золоторудні — в Казахстані, мідно-нікелеві, а також кобальтові руди в Норвегії, родовища рідкіснометальних руд Аппалачського пояса в США, великі родовища хризотил-азбесту в США і в Канаді, родовища графіту та ін.